# 大井利夫
大井 利夫（おおい としお、1949年12月2日 - 2016年10月31日 ）は、日本のテレビドラマ・映画の監督・演出家。東京都出身。

## 経歴・人物
日本デザインスクールを卒業後、三船プロダクションに入社。主に齋藤光正監督に師事する。
1983年、フジテレビ系、東映制作・不思議コメディーシリーズ『ペットントン』で監督デビュー。
以後は、東映制作作品のテレビドラマ（特撮など）を中心に活躍し、2時間ドラマでも多くの作品を撮った。

## 主な監督作品

### テレビ
- 『ペットントン』（1983年 - 1984年 フジテレビ、東映）※監督デビュー作品
- 『どきんちょ!ネムリン』（1984年 - 1985年 フジテレビ、東映）
- 『勝手に!カミタマン』
- 『スケバン刑事II 少女鉄仮面伝説』（1985年 - 1986年 フジテレビ、東映）
- 月曜ドラマランド『悪魔くん』（1986年 フジテレビ、東映）
- 『スケバン刑事III 少女忍法帖伝奇』（1986年 - 1987年 フジテレビ、東映）
- 月曜ドラマランド『女だらけ』（1987年 フジテレビ、東映）
- 『少女コマンドーIZUMI』（1987年 - 1988年 フジテレビ、東映）
- 『藤子不二雄の夢カメラ』（1988年 フジテレビ、東映）
- 『花のあすか組!』（1988年 フジテレビ、東映）
- 『電脳警察サイバーコップ』（1988年 - 1989年 日本テレビ、東宝、読売広告社）
- 月曜・女のサスペンス『月に光る殺意の海』（1989年 テレビ東京、出海企画）
- 男と女のミステリー『ロマンスに弱いの』（1989年 フジテレビ、東映）
- 『さかなでバーのクリスマス』（1989年 フジテレビ、東映）
- 月曜・女のサスペンス『吉備路に消えた殺意の女』（1990年 テレビ東京、出海企画）
- 妻たちの劇場『昔みたい』（1991年 フジテレビ、東映）
- 木曜ゴールデンドラマ『ハンサムガールズ』（1991年 読売テレビ、出海企画）
- 大人は判ってくれない『タクシー』（1992年 フジテレビ、セントラル・アーツ）
- 妻たちの劇場『明るい家庭のつくり方』（1992年 フジテレビ、東映）
- 妻たちの劇場『真夏の出来事』（1992年 フジテレビ、東映）
- 木曜ゴールデンドラマ『お久しぶりね!』（1992年 読売テレビ）
- 『ビーナスハイツ』（1992年 - 1993年 MBSテレビ、東映）
- 木曜ドラマ『セールスレディは何を見た』（1993年 テレビ朝日、東映）
- 世にも奇妙な物語 真夏の特別編『非常識宴会』（1993年 フジテレビ、東映）
- 火曜ドラマリーグ『お姉さんの朝帰り』（1993年 ABCテレビ、出海企画）
- 火曜ドラマ『お姉さんの朝帰り（第2シリーズ）』（1994年 ABCテレビ、出海企画）
- 金曜エンタテイメント『女優夏木みどりシリーズ6「赤いドレス殺人事件」』（1994年 フジテレビ、ジャパンプロデュース）
- 火曜ドラマ『八神くんの家庭の事情』（1994年 - 1995年 ABCテレビ、出海企画）
- 火曜ドラマ『恋人をつくる100の方法』（1995年 ABCテレビ、国際放映）
- 金曜エンタテイメント『美人三姉妹温泉芸者が行く!「那須なみだ雪殺人事件」』（1995年 フジテレビ、東映）
- 金曜エンタテイメント『美人三姉妹温泉芸者が行く!2「鬼怒川なみだの折鶴殺人事件」』（1996年 フジテレビ、東映）
- 月曜ドラマ・イン『闇のパープル・アイ』（1996年 テレビ朝日、東映）11本中4本担当 △
- 金曜エンタテイメント『美人三姉妹温泉芸者が行く!3「伊豆稲取なみだの海鳥殺人事件」』（1996年 フジテレビ、東映）
- 金曜エンタテイメント『美人三姉妹温泉芸者が行く!4「月岡湯けむり心中殺人事件」』（1997年 フジテレビ、東映）
- 幻想ミッドナイト『ゆきどまり』（1997年 テレビ朝日、東映）
- 幻想ミッドナイト『見果てぬ夢』（1997年 テレビ朝日、東映）
- 幻想ミッドナイト『八千六百五十三円の女』（1997年 テレビ朝日、東映）
- 金曜エンタテイメント『美人三姉妹温泉芸者が行く!5「恐怖の旋律・箱根芦ノ湖殺人事件」』（1998年 フジテレビ、東映）
- 月曜ドラマスペシャル『漫画家・真行寺華美の殺人レシピ』（1999年 TBS、東映）
- 木曜ミステリー『科捜研の女（第1シリーズ）』（1999年 テレビ朝日、東映）9本中4本担当 △
- 月曜ドラマスペシャル『漫画家・真行寺華美の殺人レシピ2』（1999年 TBS、東映）
- 金曜エンタテイメント『おだまりコンビ3「芸能界殺しのオルゴール」』（2000年 フジテレビ、ジャパンプロデュース）
- 木曜ミステリー『科捜研の女（第2シリーズ）』（2000年 テレビ朝日、東映）
- 金曜エンタテイメント『美人三姉妹温泉芸者が行く!6「松山道後に響く謎の怨恨殺人」』（2001年 フジテレビ、東映）
- 土曜ワイド劇場『駅弁探偵ミステリー列車』（2001年 ABCテレビ、東映）
- 『忍風戦隊ハリケンジャー』（2002年 テレビ朝日、東映、東映エージエンシー）
- 『相棒 Season 1』（2002年 テレビ朝日、東映）
- 『相棒 Season 2』（2003年 - 2004年 テレビ朝日、東映）
- 愛の劇場『よい子の味方』（2004年 TBS、ビデオフォーカス）
- 女と愛とミステリー『人情刑事の下町事件簿』（2005年 テレビ東京、BSジャパン、アズバーズ）
- 母親失格（2007年 東海テレビ、ビデオフォーカス）
- 安宅家の人々（2008年 東海テレビ、ビデオフォーカス）

### 映画
- 『山田ババアに花束を』（1990年）

### オリジナルビデオ
- 『キングの火遊び』（1991年）
- 『パチスロ物語 すられてたまるか』（1994年）

## 助監督作品
- ロボット8ちゃん（1981年 - 1982年 フジテレビ、東映）
- ハウスこども傑作劇場『宿題ひきうけ株式会社』（1982年 テレビ朝日、東映）
- バッテンロボ丸（1982年 フジテレビ、東映）
- 月曜ドラマランド『ゲゲゲの鬼太郎』（1984年 フジテレビ、東映）